# The Mother (2003)
The Mother (bra: Recomeçar; prt: The Mother - A Mãe) é um filme britânico de 2003, do gênero drama, dirigido por Roger Michell, com roteiro de Hanif Kureishi e estrelado por Anne Reid, Daniel Craig, Peter Vaughan, Steven Mackintosh e Cathryn Bradshaw.
O filme teve sua estreia mundial no Festival de Cannes de 2003 na seção Quinzena dos Realizadores.

## Elenco
- Anne Reid como May, mãe de Bobby e Paula, viúva de Toots
- Daniel Craig como Darren, amigo de Bobby e amante de Paula, um carpinteiro habilidoso
- Peter Vaughan como Toots, marido de May e pai de Bobby e Paula
- Danira Gović como Au Pair
- Steven Mackintosh como Bobby, filho de May e Toots, e irmão de Paula
- Cathryn Bradshaw como Paula, filha de May e Toots, e irmã de Bobby
- Anna Wilson-Jones como Helen, esposa de Bobby
- Oliver Ford Davies como Bruce, um homem mais velho, namorado de May
- Harry Michell como Harry, filho de Bobby e Helen
- Rosie Michell como Rosie, filha de Bobby e Helen

## Recepção da crítica
No site agregador de críticas Rotten Tomatoes, The Mother tem uma pontuação "Certified Fresh" de 78% com base em 91 resenhas e uma nota 7/10. O consenso dos críticos do site diz: "Reid tem uma atuação destemida e realista ao retratar o florescimento sexual de uma mulher mais velha." No Metacritic, o filme tem uma pontuação de 72 com base em 27 resenhas, indicando "críticas geralmente favoráveis".

## Prêmios e indicações

### Prêmios
- Prêmio London Film Critics' Circle de 2004[9]

Prêmio BAFTA de Cinema - Anne Reid

### Indicações
- Prêmio BAFTA de 2004[10]

Prêmio ALFS - Anne Reid
- British Independent Film Awards de 2004 - Anne Reid[11]
- Festival Internacional de Cinema de Cinemanila de 2004

Prêmio Lino Brocka - Roger Michell
- Prêmios do Cinema Europeu[12]

Prêmio do Público de 2004 - Daniel Craig e Anne Reid
Prêmio do Cinema Europeu de 2003 - Anne Reid e Hanif Kureishi
- London Film Critics' Circle de 2004[13]

Prêmio ALFS - Daniel Craig, Hanif Kureishi, Filme do Ano
- Festival Internacional de Cinema de Xangai de 2004[14]

Cálice de Ouro - Roger Michell